# Villa Fiorito
Villa Fiorito is een plaats in het Argentijnse bestuurlijke gebied Lomas de Zamora in de provincie Buenos Aires. De plaats telt 42.904 inwoners.
De voormalige voetballer Diego Maradona groeide hier op.

## Geboren
- Facundo Medina (1999), voetballer